# Johann Georg Christian Daems
Johann Georg Christian Daems (* 1774 in Mengeringhausen; † 10. Juli 1856 in Frankfurt am Main) war ein deutscher Kaufmann und Kunstsammler.

## Leben
Johann Georg Christian Daems kam mit seinem niederländischen Vater, der Frankfurter Mutter und den beiden jüngeren Brüdern vermutlich 1792 über Offenbach nach Frankfurt. Er absolvierte eine Ausbildung in einer Frankfurter Handlung für englische Wollwaren. Nach weiteren Lehrjahren in Hamburg und Bremen übernahmen Georg und sein Bruder Carl August Friedrich Daems (1776–1837) im Jahr 1797 in Frankfurt die Spezereiwarenhandlung ihres Onkels Christian Gottlob Friedel (1736–1797) in der Fahrgasse, in der sie mit Kaffee, Gewürzen, holländischem Rauchtabak und anderen Konsumgütern handelten. Bis 1834 führten Georg und Friedrich Daems ihre Geschäfte gemeinsam und lebten zusammen mit Friedrichs Familie in der Fahrgasse. Zusätzlich widmete sich Georg Daems seiner wachsenden Kunstsammlung. An der Zeil, der prachtvollsten Straße der Stadt, kaufte Daems schließlich ein repräsentatives Haus in kunstsinniger Nachbarschaft. Gegenüber lebten die Maler- und Kunsthändlerfamilie Morgenstern und die Nachkommen des Sammlers Johann Valentin Prehn (1749–1821) . Zuvor hatte Johann Georg Grambs (1756–1817) seine Kunstsammlung auf der Zeil verwahrt, und auch die »Museumsgesellschaft« hatte hier einige Jahre lang getagt. Johann Georg Christian Daems, der unverheiratet blieb und keine Kinder hatte, lenkte den Verbleib seiner Gemäldesammlung frühzeitig. In seinem Testament von 1845 vermachte er der Stadt Frankfurt seine Sammlung. Als Georg Daems am 10. Juli 1856 starb, hinterließ er den Kindern zweier Nichten zwei Häuser, Kapital in Höhe von 150.000 Gulden sowie weitere „Kunstsachen und Mobilien“. Die Verwaltung dieser Erbschaft übernahm die eigens gegründete „Georg Daems’sche Erbstammstiftung“, mit deren Erträgen Daems auch die Nachfahren seiner Erben absicherte.

## Die Gemäldesammlung Daems
Die Gemäldesammlung des Johann Georg Christian Daems umfasste 328 Gemälde sowie eine unbekannte Anzahl an Kupferstichen und Handzeichnungen. Während die Familienbilder und die Arbeiten auf Papier nach dem Tod des Sammlers in der Familie verblieben, gingen 220 seiner Gemälde in den Besitz der Stadt über.
Die Zusammensetzung der Daems'schen Gemäldesammlung im Historischen Museum Frankfurt spiegelt den Frankfurter Kunstgeschmack jener Zeit wider. Die Gemälde stammen von holländischen, flämischen und Frankfurter Künstlern des 16. bis 19. Jahrhunderts, wenige aus italienischen oder französischen Schulen. Die bevorzugten Bildmotive des Johann Georg Christian Daems waren Landschaftsdarstellungen, welche nahezu die Hälfte der Sammlung ausmachten. Überblickslandschaften, Flussgegenden und mythologische Szenen im Freien, zudem Darstellungen zu verschiedenen Tageszeiten und auch Seebilder, Vieh- und Jagdstücke fanden das Interesse des Sammlers. Stillleben sind ebenfalls in ihren geläufigsten Varianten vorhanden: Buketts, Früchte- und Tierstücke, der „gedeckte Tisch“ und eine Kartusche sind hier vertreten, sowie Genrebilder mit Szenen aus dem bäuerlichen oder dem bürgerlichen Leben und auch einige vorwiegend männliche Porträts. Georg Daems fand Gefallen an Architekturbildern, wie Kircheninterieurs, Ruinen- und Palaststücken. Stadtansichten von Rom, Frankfurt, Antwerpen und Venedig gehörten ebenso zur Sammlung wie sakrale und weltliche Historienbilder.
Erste Hinweise auf die Sammeltätigkeit des Georg Daems gibt es 1816. In diesem Jahr erwarb er von dem Kunsthändler und Restaurator Johann Ludwig Ernst Morgenstern und dessen Sohn Johann Friedrich Morgenstern mehrere Gemälde und gab zudem Restaurierungsarbeiten in Auftrag. Weitere Ankäufe im Frankfurter Kunsthandel sind bis 1834 nachweisbar. Aufschluss darüber könnte das Haushaltsbuch des Sammlers geben, dessen Aufbewahrungsort jedoch unbekannt ist.

## Die Schenkung der Sammlung
Die Schenkung seiner Gemäldesammlung leitete Georg Daems bereits elf Jahre vor seinem Tod ein, als er 1845 sein Testament zugunsten der Stadt Frankfurt verfasste. 1853 bot Daems seine Sammlung konkret zur Gründung einer städtischen Galerie an. Nach einer Begutachtung durch Inspektoren der Stadtbibliothek nahm der Große Rat die Schenkung an. Schließlich wurde für die Aufstellung der Sammlung ein exponierter Ort gefunden, das bekannte Ariadneum in der Seilerstraße. Dort war viele Jahre eine Touristenattraktion zu sehen – die berühmte Ariadne auf dem Panther von Johann Heinrich Dannecker aus der Skulpturensammlung des Bankiers Simon Moritz von Bethmann. Die Daems'sche Gemäldesammlung sowie 60 weitere Bilder aus den Sammlungen der Frankfurter Museumsgesellschaft, der Stadtbibliothek, der Familien Prehn und Bager stand ein Jahr nach dem Tod Daems' jedermann offen. Zur Ausstellung dieser ersten städtischen Gemäldesammlung fertigte der Kunsthändler Felix Constantin Bottinelli einen nach Schulen geordneten Katalog an, der auf den Angaben des Sammlers basierte. Ein Vergleich des Kataloges mit dem Inventar des Historischen Museums Frankfurt zeigt, dass der größte Teil der Sammlung bis heute erhalten blieb. Zehn Jahre lang waren die städtischen Gemälde an der Seilerstraße ausgestellt, bis sie 1867 schließlich in die Räume des neu gegründeten Historischen Museums Frankfurt im Saalhof überführt wurden. Dort sind sie seit 2012 wieder zu sehen.